# Renaud De Heyn
Renaud De Heyn, né le 25 juillet 1972 à Laeken (province de Brabant), est un auteur de bande dessinée et enseignant belge francophone. 

## Biographie
Renaud De Heyn naît le 25 juillet 1972 à Laeken,. Dès ses quinze ans, il associe le plaisir du voyage à celui du dessin. Il suit une formation en bande dessinée à l'Institut Saint-Luc de Bruxelles, d'où il sort diplômé en 1994. Il cofonde les éditions La Cinquième Couche, une maison d'édition indépendante en 1993 avec un groupe d'auteurs de l'atelier de bande dessinée dudit institut. Il y publie La Partie d’échec (1994), Bénarès, juillet 96 (1997) et Verroteries (1998). Entre divers voyages, dont une année passée à relier Istanbul et Pékin, il expérimente l’ensemble des activités liées à l’édition de bande dessinée et suit des cours du soir de scénographie. En 2005, il abandonne la gestion de La Cinquième Couche. Sa trilogie La Tentation : Carnet de voyage au Pakistan est publiée alors qu’il passe deux ans au Maroc pour finaliser la création d’un département de bande dessinée aux beaux-arts de Tétouan, dans le cadre d'un projet de coopération de la délégation Wallonie-Bruxelles International. Il participe de la sorte à la création de la première école de bande dessinée du Maghreb et à la publication de la première revue de bande dessinée maghrébine : Chouf. Il publie divers récits sur le site grandpapier.org. Il obtient une bourse d’aide à la création de la Communauté française Wallonie-Bruxelles et du Centre national du livre de Paris dans les années 2000.

## Années 2010
Il adapte en bande dessinée le roman Le Nègre du Narcisse de Joseph Conrad avec le one shot Vent debout,, un récit maritime qu'il réalise en solo, publié aux éditions Casterman en 2010. Sa collaboration avec la revue XXI est déterminante dans son rapport au réel. Son premier reportage en bande dessinée, La Route du kif, une chronique de 30 pages, est suivi par Soraïa,,,, où il dénonce par la fiction une réalité rencontrée durant les deux années passées dans le Nord du Maroc, publié aux éditions Casterman en 2012. En 2013, il réalise l'artbook Cieux publié aux éditions lyonnaises Treize Avril. Depuis, le reportage constitue l’essentiel de son travail d’auteur de bande dessinée. Avec Le Rescapé de la secte (2013) et Carceropolis (2017), il traite les thèmes de la scientologie et la problématique carcérale.

## Années 2020
Il sort en bande dessinée le documentaire Semences sous influences, un projet qui a été élaboré pendant dix ans, publié aux éditions La Boîte à bulles en 2022. Cet ouvrage vaut à l'auteur d'être récipiendaire du prix BD Nature décerné par le festival de la Bande Dessinée de Perros-Guirec l'année suivante,,.
Il expose ses œuvres dans de nombreux endroits en Europe. Il conçoit et réalise des scénographies pour des spectacles et des expositions. En outre, il réalise l'affiche pour les Premières Rencontres internationales de la bande dessinée de Tétouan en 2004. En 2007, il réalise également quatre dioramas racontant la découverte des iguanodons pour la galerie des dinosaures du Muséum des sciences naturelles à Bruxelles.
Parallèlement, il est professeur de narration graphique pluridisciplinaire et il enseigne à l'Académie des arts visuels de Molenbeek-Saint-Jean, une commune bruxelloise.

### Vie privée
Il vit et travaille à Bruxelles.

## Œuvres

### Albums de bande dessinée

#### La Tentation: Carnet de voyage au Pakistan
- 1. La Tentation : Carnet de voyage au Pakistan, La Cinquième Couche, Bruxelles, mai 2002
Scénario, dessin et couleurs : Renaud De Heyn -  (ISBN 2960018680)
- 2. La Tentation : Carnet de voyage au Pakistan, La Cinquième Couche, Bruxelles, septembre 2003
Scénario, dessin et couleurs : Renaud De Heyn -  (ISBN 9782930356044)
- 3. La Tentation : Carnet de voyage au Pakistan[6],[22], La Cinquième Couche, Bruxelles, janvier 2006
Scénario, dessin et couleurs : Renaud De Heyn -  (ISBN 2930356111)

#### One shots
- Vent debout[8],[9], Casterman, Bruxelles, 13 janvier 2010
Scénario, dessin et couleurs : Renaud De Heyn -  (ISBN 978-2-203-04068-7),d'après Le Nègre du Narcisse de Joseph Conrad.
- Soraïa[11],[12],[13],[14],[15], Casterman, Bruxelles, 9 mai 2012
Scénario, dessin et couleurs : Renaud De Heyn -  (ISBN 978-2-203-04068-7)
- Semences sous influences[17], La Boîte à bulles, Saint-Avertin, 6 avril 2022
Scénario, dessin et couleurs : Renaud De Heyn -  (ISBN 9782849534267),Réédition en 2023  (ISBN 978-2-84953-462-5).

### Revues et journaux
XXI
1. : La Route du kif[10], 2011.
2. : Le Rescapé de la secte, juin 2013
3. : Carceropolis, octobre 2017[23],[24].

L'Avenir
- Centre MENA de Ligneuville, in MicMag no 7, supplément au quotidien, février 2016
- La Clôture de Wattrelos, in MicMag no 10, supplément au quotidien Vers l’Avenir, octobre 2016

24h01
1. : se délester'[25], texte : Charline Cauchie, 2018.

#### Autres
- Brusselstrip[5], planche mensuelle pour le toutes boîtes bruxellois Tram 81, 2001 ;
- Croquis tétouanais, in Liaison, revue interculturelle d’art et de littérature no 23, 2004 ;
- Croquis marocains, in Mercure Liquide no 10, 2009 ;
- Cieux, participation à la revue Karoo, Bruxelles, novembre 2014.

### Artbooks
- Cieux, Treize Avril éditions, Lyon, décembre 2013
Scénario, dessin et couleurs : Renaud De Heyn -  (ISBN 9791091383028)

### Collectifs
- La Partie d’échec[5], La Cinquième Couche, 1994 ;
- Bénarès, juillet 96[5], La Cinquième Couche, 1997 ;
- Verroteries[5], La Cinquième Couche, 1998 ;
- Bruxelles-Sydney no 0, édité par Wallonie-Bruxelles et le Commissariat général aux Relations internationales (CGRI) dans le cadre de l’exposition Comic Strip Passion’s trip, 2002[5] ;
- Lecture en bande, Les Recyclables, 2005.
- Suisse - Belgique, Castagniééé, Vevey, mai 2008
Scénario : collectif - Dessin : collectif dont Renaud De Heyn - Couleurs : noir et blanc -  (ISBN 978-2-940346-28-8)

### Expositions
- Vent debout[26], Halles Saint-Géry, Bruxelles du 5 au 28 février 2010 ;
- Renaud De Heyn expose ses originaux à la galerie Its.art.ist à Waterloo jusqu’au 28 mars 2010[27] ;
- Soraïa, exposition-rétrospective Renaud De Heyn[28],[29], Librairie Anthracite, Bruxelles en 11 mai au 20 mai 2012 ;
- Sortir de l'enfermement[30], PointCulture Bruxelles, Bruxelles du 30 novembre 2017 au 27 janvier 2018.
- Ciels[31], Atelier 20, Vevey (Suisse) du 27 mai au 30 juin 2018 ;
- Semences sous influences[32], Maison du littoral, Perros-Guirec du 3 avril au 28 juillet 2023 ;
- In situ, Galerie-boutique We Insist, Bruxelles, du 7 au 28 septembre 2023[33],[34].

#### Expositions collectives
- Génération spontanée[35],

1. Espace Franquin, Angoulême du 27 au 30 janvier 2011 ;
2. Centre Wallonie-Bruxelles de Paris, juin-août 2011[36] ;
3. BIP (Bruxelles Info Place, Place Royale à Bruxelles), septembre-octobre 2011[21] ;
4. Rencontres du 9e Art d’Aix, Aix-en-Provence, mars-avril 2012[21] ;
5. Centre culturel du Forum de Meyrin, Genève, Suisse, octobre-décembre 2012[21].

- Restrankil #4[37],[38], spécial bande dessinée, Apéro-zic les 20 et 21 avril, puis du 22 avril au 13 mai 2013 au Lycaon, Bruxelles.
- En route !, au musée provincial Félicien Rops, Namur, du 24 mai au 28 septembre 2014[39],[40],[41],[42].

## Prix et distinctions
- 2012 :  prix de la Fondation Laurence Trân pour Soraïa[5] ;
- 2023 :  prix BD nature 2023 décerné au festival de la Bande Dessinée de Perros-Guirec pour l’album Semences sous influences[18].